# Distrito electoral local 17 de la Ciudad de México
El XVII Distrito Electoral Local de Ciudad de México es uno de los 33 distritos electorales locales en los que se encuentra dividido el territorio de Ciudad de México. Su cabecera es la alcaldía Benito Juárez.

## Ubicación
Abarca gran parte del territorio de la alcaldía Benito Juárez, exceptuando el sector poniente. Limita al norte con el distrito XII en la alcaldía Cuauhtémoc, al sur con el distrito XXVI y el distrito XXX de la alcaldía Coyoacán, al este con el distrito XV de la alcaldía Iztacalco y el distrito XXIV de la alcaldía Iztapalapa.

## Congreso de la Ciudad de México (desde 2018)
| Diputado                         | Grupo parlamentario | Legislatura | Periodo     |
| -------------------------------- | ------------------- | ----------- | ----------- |
| Christian von Roerich de la Isla |                     | I II        | 2018 - 2023 |
| Federico Chávez Semerena         | II III              | 2023-       |             |

## Resultados electorales

### 2021
|  | 60.7651 % |

|  | 19.1404 % |

|  | 1.6645 % |

|  | 9.3274 % |

|  | 2.4875 % |

|  | 0.4034 % |

|  | 0.4542 % |

|  | 0.2955 % |

|  | 0.8486 % |

|  | 0.5223 % |

|  | 0.1220 % |

|  | 1.9662 % |

|  | 100.00 % |